# Cleveland Abbe Jr.
Cleveland Abbe Jr. (Washington D.C, 25 de marzo de 1872-Ithaca, 19 de abril de 1934) fue un geógrafo estadounidense.

## Biografía
Nació en Washington D. C. el 25 de marzo de 1872; hijo de Cleveland Abbe y Francis M. (Neal) Abbe. Se graduó de la Universidad de Harvard en 1894 y obtuvo su maestría en artes en 1896. Realizó estudios de posgrado en la Universidad Johns Hopkins, de los que recibió un doctorado en 1898. Se convirtió en miembro de la Asociación Estadounidense para el Avance de la Ciencia y la Sociedad Geológica de América en 1899 y publicó varios informes científicos. De 1901 a 1903 estudió geografía en la Universidad Imperial de Viena.
Posteriormente, trabajó en varias ocupaciones en ubicaciones en la parte este de los Estados Unidos. Fue editor asistente de Monthly Weather Review desde 1908 hasta 1910, luego se convirtió en bibliotecario asistente de la Oficina Meteorológica de los Estados Unidos. Fue destituido del cargo en el gobierno en 1918 por «simpatizar con el gobierno imperial alemán», acusación que «negó con indignación».
Murió de una enfermedad cardíaca en Ithaca, Nueva York, a los 62 años, el 19 de abril de 1934.
El Monte Abbe, en el sureste de Alaska, recibió su nombre en 1936.